# Картування
Картування (англ. mapping; нім. Kartierungf) — нанесення на географічну основу карти відповідних параметрів досліджуваних явищ, які стосуються природи, населення, господарства тощо. Будь-які параметри проявляються на карті власне як показники картографування, вони можуть бути якісними або кількісними. Кількісні показники поділяються на абсолютні та відносні зі своїми одиницями вимірювання, на кшталт «людність поселень» (тис. осіб), «густота населення» (осіб/км²), площа лісів (га), лісистість території (%).
Відтворення цих і низки інших найрізноманітніших параметрів-показників у змісті карти здійснюється на основі певних способів картографування: ареалу, якісного фону, кількісного фону, крапок, ізоліній, локалізованого знаку, локалізованої діаграми, картодіаграми, картограми, лінійного знаку та знаку руху.